# Модель мозга
Модель мозга — любая теория, которая стремится объяснить физиологические функции мозга с помощью известных законов физики и математики, а также известных фактов нейроанатомии и нейрофизиологии . Существуют по меньшей мере два основных положения, играющих фундаментальную роль в теории функционирования мозга, в отношении которых сходится мнение большинства современных теоретиков:
- 1. Основные свойства мозга определяются топологической структурой сети нервных клеток (нейронов) и динамикой распространения импульсов в этой сети.
- 2. Способности биологических сетей перерабатывать информацию не зависят от каких-нибудь особых виталистических сил, которые не могут быть воспроизведены устройством, созданным руками человека.

Ещё никому не удалось обнаружить в отдельных элементах или клетках нервной сети какую-либо специфическую психологическую функцию, такую, как память, самосознание или разум. Это даёт основания предполагать, что такие свойства присущи не отдельным элементам, а связаны с организацией и функционированием нервной сети в целом. Если по изложенным вопросам мнения учёных в основном сходятся, то они существенно расходятся в вопросе о том, насколько методы хранения, отыскания и обработки информации в мозгу соответствуют методам, используемым в современной технике. С одной стороны, имеется точка зрения, согласно которой мозг работает по заранее заданным алгоритмам, близким к алгоритмам, применяемым в цифровых машинах (монотипные модели), с другой же стороны, высказывается мнение, что мозг функционирует не на основе детерминированных алгоритмов, и функции его мало сходны с известными логическими и математическими алгоритмами в цифровых машинах, а наиболее существенными являются вероятностные методы и механизмы адаптации (генотипные модели).

## Монотипные модели
Идея создания моделей из простых логических элементов с нейроподобными свойствами получила первые импульсы из следующих источников:
- 1. Работа Тьюринга «О вычислимых числах» (1936 год) и последующая разработка фон Нейманом и другими учеными в 1940-х годах программируемых цифровых машин.
- 2. Работа Рашевского «Математическая биофизика» (1938 год) положила начало исследованию вопроса о том, как можно с помощью «нервных сетей», состоящих из формализованных нейронов и связей, реализовать психологические функции.
- 3. Работа У. Маккалока и У. Питтса «Логическое исчисление идей, относящихся к нервной активности» (1943 год).

При монотипном подходе свойства образующих нервную сеть элементов (нейронов) полностью заданы аксиоматически, так же как и топология сетей. Для анализа характеристик монотипной модели используется исчисление высказываний, поскольку рассматривается отдельная полностью детерминированная система. При этом функциональные свойства обычно постулируются в качестве исходных данных.

## Генотипные модели
В то время как монотипное направление возникло стихийно под влиянием бурного роста вычислительной техники и теорий автоматического регулирования, генотипное направление испытало на себе меньшее влияние технических наук, и скорее находилось под влиянием физиологии и анатомии:
- 1. Описательная анатомия XIX столетия подготовила почву для исследований локализации функций мозга, и нейрологи, например Дж. Х. Джексон, отмечали явную пластичность системы, выражающуюся в способности соседних областей принимать на себя функцию поврежденных участков;
- 2. Павлов и другие ученые обсуждали возможные механизмы адаптивной модификации центральной нервной системы и выдвигали различные гипотезы относительно местонахождения «следов памяти».
- 3. К. Лешли провозгласил полную взаимозаменяемость большинства частей коры головного мозга. С постепенным накапливанием данных относительно «распределенной памяти» появились всё более явные указания на то, что «следы памяти» более или менее равномерно распределены по всей ткани коры.
- 4. Хотя нейрологи, о которых здесь упоминалось, много писали о наблюдаемой и гипотетической организации мозга, они совершенно не занимались вопросами, связанными с непосредственным построением моделей в виде детализированных теоретических схем, которые позволяли бы делать точные выводы. Психологи и философы, более склонные к умозрительным рассуждениям, первыми попытались представить себе в деталях пути развития психологических функций в системах, которые уже можно назвать моделями мозга. Хебб и Хейк попытались показать, каким путём организм в процессе индивидуального созревания может приобретать способность к восприятию.
- 4.1. Для Хейка распознавание свойств стимула является в принципе вопросом классификации. Аттли впоследствии разработал теорию классифицирующего автомата.
- 4.2. В своей биологической части наиболее подробно разработана модель Хебба. Хебб предполагал наличие процесса, благодаря которому нейроны, достаточно часто возбуждаемые одновременно, связываются в функциональные структуры, так называемые «ассоциации клеток» и «фазовые последовательности», которые под воздействием соответствующего стимула вызывают элементарный образ или ощущение. Но работа Хебба слишком декларативна и нестрога в своих определениях, поэтому её скорее следует рассматривать как описание того, как должна в конечном итоге выглядеть удовлетворительная модель.
- 5. Работа У. Эшби «Конструкция мозга» (1952 год) не определяет конкретную модель мозга, но зато в ней разрабатываются основы анализа замкнутых систем, которые в качестве предмета исследования должны включать, помимо реагирующего организма, также внешнюю среду и правила взаимодействия организма со средой[2].
- 6. Основы теории перцептронов были заложены в 1957 году и в последующих работах Розенблатта, Джозефа и других было рассмотрено большое число моделей с различными свойствами. Перцептроны не предназначены служить точной копией какой-либо конкретной нервной системы. Они представляют собой упрощенные сети, созданные для изучения закономерных взаимосвязей между организацией нервной сети, структурой окружающей её среды и «психологическими» свойствами, которыми может обладать данная сеть.